# Zarnān
Zarnān (persiska: زرنان, زَرنَ) är en ort i Iran.   Den ligger i provinsen Lorestan, i den centrala delen av landet, 300 km sydväst om huvudstaden Teheran. Zarnān ligger 1 867 meter över havet och antalet invånare är 647.
Terrängen runt Zarnān är kuperad västerut, men österut är den platt. Runt Zarnān är det ganska glesbefolkat, med 42 invånare per kvadratkilometer. Närmaste större samhälle är Aznā, 8,6 km sydost om Zarnān. Trakten runt Zarnān består i huvudsak av gräsmarker.